# Roberto Maroni
Roberto Maroni   (Varese, 15 de març de 1955 - Lozza, 22 de novembre de 2022) va ser un polític italià de Varese i expresident de Llombardia. Va ser el líder de la Lliga Nord, un partit que en el seu moment buscava l'autonomia o la independència del nord d'Itàlia o Padània. De 1992 a 2013 va ser membre de la Cambra dels Diputats de la República Italiana, sempre elegit en les circumscripcions llombardes. Va ser ministre de l'Interior d'Itàlia de 1994 a 1995, i de 2008 a 2011.